# Männlichen/Jungfrau
La Männlichen/Jungfrau è una pista sciistica situata a Wengen, in Svizzera. Sul pendio, che si snoda sul Lauberhorn, si svolgono annualmente le gare maschili di slalom speciale del Trofeo oggi annesso alla Coppa del Mondo di sci alpino.
La pista prende il nome dai due monti che ne caratterizzano il panorama: Männlichen e Jungfrau.

## Albo d'oro
Di seguito sono riportate le gare di slalom speciale che si sono tenute sulla Männlichen/Jungfrau, a partire dal 1967 le gare sono ammesse alla Coppa del Mondo.

### Slalom speciale
| Anno                               | Primo                | Secondo               | Terzo                |
| ---------------------------------- | -------------------- | --------------------- | -------------------- |
| 1930                               | Ernst Gertsch        | Bill Bracken          | Harald Reinl         |
| 1931                               | Hans Schlunegger     | Ernst von Allmen      | Willy Steuri         |
| 193                                | Fritz von Allmen     | Peter Lun             | Ernst Gertsch        |
| 1934                               | Adolf Rubi           | Ernst von Allmen      | Arnold Glatthard     |
| 1935                               | Arnold Glatthard     | Willy Steuri          | Raymond Berthet      |
| 1936                               | Hermann Steuri       | Arnold Glatthard      | Wilhelm Walch        |
| 1937                               | Wilhelm Walch        | Hans Schlunegger      | Heinz von Allmen     |
| 1938                               | Rudolf Cranz         | Wilhelm Walch         | Heinz von Allmen     |
| 1939                               | Josef Jennewein      | Wilhelm Walch         | Joseph Pertsch       |
| 1940                               | Karl Molitor         | Hans Gertsch          | Jean Dormond         |
| 1941                               | Marcel von Allmen    | Karl Molitor          | Otto von Allmen      |
| 194                                | Heinz von Allmen     | Albert Scheuing       | Bruno Rota           |
| 1943                               | Heinz von Allmen     | Hans Hansson          | Marcel von Allmen    |
| 1944                               | Marcel von Allmen    | Hans Gertsch          | Fred Rubi            |
| 1945                               | Otto von Allmen      | Karl Molitor          | Walter Haensli       |
| 1946                               | Otto von Allmen      | James Couttet         | Karl Molitor         |
| 1947                               | Olle Dalman          | James Couttet         | Zeno Colò            |
| 1948                               | Karl Molitor         | Zeno Colò             | Roberto Lacedelli    |
| 1949                               | Zeno Colò            | Fernand Grosjean      | Adolf Odermatt       |
| 1950                               | Zeno Colò            | Fernand Grosjean      | Adolf Odermatt       |
| 1951                               | Stein Eriksen        | Georges Schneider     | James Couttet        |
| 1952                               | Stein Eriksen        | Georges Schneider     | Fred Rubi            |
| 1953                               | Andreas Molterer     | Benedikt Obermüller   | Louis Perret         |
| 1954                               | Toni Spiss           | Walter Schuster       | Louis Perret         |
| 1955                               | Martin Julen         | Bernard Perret        | Adrien Duvillard     |
| 1956                               | Andreas Molterer     | Josef Rieder          | Toni Sailer          |
| 1957                               | Andreas Molterer     | Ernst Hinterseer      | Josef Rieder         |
| 1958                               | Josef Rieder         | Hias Leitner          | Wallace Werner       |
| 1959                               | Ernst Oberaigner     | Hias Leitner          | Roger Staub          |
| 1960                               | Hias Leitner         | Josef Stiegler        | Ernst Hinterseer     |
| 1961                               | Josef Stiegler       | Adolf Mathis          | Charles Bozon        |
| 1962                               | Adolf Mathis         | Charles Bozon         | Martin Burger        |
| 1963                               | Guy Périllat         | Martin Burger         | Egon Zimmermann      |
| 1964                               | Ludwig Leitner       | Hias Leitner          | Karl Schranz         |
| 1965                               | Guy Périllat         | Jean-Claude Killy     | Per Martin Sunde     |
| 1966                               | Guy Périllat         | Jules Melquiond       | Franz Digruber       |
| Coppa del Mondo di sci alpino 1967 | Jean-Claude Killy    | Heinrich Messner      | Jules Melquiond      |
| Coppa del Mondo di sci alpino 1968 | Dumeng Giovanoli     | Håkon Mjøen           | Alfred Matt          |
| Coppa del Mondo di sci alpino 1969 | Reinhard Tritscher   | Spider Sabich         | Peter Frei           |
| Coppa del Mondo di sci alpino 1970 | Patrick Russel       | Dumeng Giovanoli      | Henri Bréchu         |
| Coppa del Mondo di sci alpino 1972 | Jean-Noël Augert     | Gustav Thöni          | Bob Cochran          |
| Coppa del Mondo di sci alpino 1973 | Christian Neureuther | Walter Tresch         | Claude Perrot        |
| Coppa del Mondo di sci alpino 1974 | Christian Neureuther | Fausto Radici         | David Zwilling       |
| Coppa del Mondo di sci alpino 1975 | Ingemar Stenmark     | Piero Gros            | Paolo De Chiesa      |
| Coppa del Mondo di sci alpino 1976 | Ingemar Stenmark     | Piero Gros            | Christian Neureuther |
| Coppa del Mondo di sci alpino 1977 | Ingemar Stenmark     | Paul Frommelt         | Walter Tresch        |
| Coppa del Mondo di sci alpino 1978 | Klaus Heidegger      | Petăr Popangelov      | Mauro Bernardi       |
| Coppa del Mondo di sci alpino 1980 | Bojan Križaj         | Ingemar Stenmark      | Paul Frommelt        |
| Coppa del Mondo di sci alpino 1981 | Bojan Križaj         | Marc Girardelli       | Ingemar Stenmark     |
| Coppa del Mondo di sci alpino 1982 | Phil Mahre           | Ingemar Stenmark      | Paul Frommelt        |
| Coppa del Mondo di sci alpino 1985 | Marc Girardelli      | Ingemar Stenmark      | Paul Frommelt        |
| Coppa del Mondo di sci alpino 1986 | Rok Petrovič         | Didier Bouvet         | Bojan Križaj         |
| Coppa del Mondo di sci alpino 1987 | Joël Gaspoz          | Dietmar Köhlbichler   | Bojan Križaj         |
| Coppa del Mondo di sci alpino 1989 | Rudolf Nierlich      | Alberto Tomba         | Hubert Strolz        |
| Coppa del Mondo di sci alpino 1992 | Alberto Tomba        | Paul Accola           | Armin Bittner        |
| Coppa del Mondo di sci alpino 1995 | Alberto Tomba        | Michael von Grünigen  | Jure Kosir           |
| Coppa del Mondo di sci alpino 1997 | Thomas Sykora        | Thomas Stangassinger  | Sébastien Amiez      |
| Coppa del Mondo di sci alpino 1999 | Benjamin Raich       | Michael von Grünigen  | Lasse Kjus           |
| Coppa del Mondo di sci alpino 2000 | Kjetil André Aamodt  | Ole Kristian Furuseth | Drago Grubelnik      |
| Coppa del Mondo di sci alpino 2001 | Benjamin Raich       | Rainer Schönfelder    | Mario Matt           |
| Coppa del Mondo di sci alpino 2002 | Ivica Kostelić       | Mitja Kunc            | Edoardo Zardini      |
| Coppa del Mondo di sci alpino 2003 | Giorgio Rocca        | Akira Sasaki          | Ivica Kostelić       |
| Coppa del Mondo di sci alpino 2004 | Benjamin Raich       | Rainer Schönfelder    | Ivica Kostelić       |
| Coppa del Mondo di sci alpino 2005 | Alois Vogl           | Ivica Kostelić        | Benjamin Raich       |
| Coppa del Mondo di sci alpino 2006 | Giorgio Rocca        | Kalle Palander        | Alois Vogl           |
| Coppa del Mondo di sci alpino 2008 | Jean-Baptiste Grange | Jens Byggmark         | Ted Ligety           |
| Coppa del Mondo di sci alpino 2009 | Manfred Pranger      | Reinfried Herbst      | Ivica Kostelić       |
| Coppa del Mondo di sci alpino 2010 | Ivica Kostelić       | André Myhrer          | Reinfried Herbst     |
| Coppa del Mondo di sci alpino 2011 | Ivica Kostelić       | Marcel Hirscher       | Jean-Baptiste Grange |
| Coppa del Mondo di sci alpino 2012 | Ivica Kostelić       | André Myhrer          | Fritz Dopfer         |
| Coppa del Mondo di sci alpino 2013 | Felix Neureuther     | Marcel Hirscher       | Ivica Kostelić       |
| Coppa del Mondo di sci alpino 2014 | Alexis Pinturault    | Felix Neureuther      | Marcel Hirscher      |
| Coppa del Mondo di sci alpino 2015 | Felix Neureuther     | Stefano Gross         | Henrik Kristoffersen |
| Coppa del Mondo di sci alpino 2016 | Henrik Kristoffersen | Giuliano Razzoli      | Stefano Gross        |
| Coppa del Mondo di sci alpino 2017 | Henrik Kristoffersen | Marcel Hirscher       | Felix Neureuther     |
| Coppa del Mondo di sci alpino 2018 | Marcel Hirscher      | Henrik Kristoffersen  | André Myhrer         |
| Coppa del Mondo di sci alpino 2019 | Clément Noël         | Manuel Feller         | Marcel Hirscher      |
| Coppa del Mondo di sci alpino 2020 | Clément Noël         | Henrik Kristoffersen  | Aleksandr Chorošilov |
| Coppa del Mondo di sci alpino 2022 | Lucas Braathen       | Daniel Yule           | Giuliano Razzoli     |
| Coppa del Mondo di sci alpino 2023 | Henrik Kristoffersen | Loïc Meillard         | Lucas Braathen       |
| Coppa del Mondo di sci alpino 2024 | Manuel Feller        | Atle Lie McGrath      | Henrik Kristoffersen |
| Coppa del Mondo di sci alpino 2025 | Atle Lie McGrath     | Timon Haugan          | Henrik Kristoffersen |